# Robert Henry Bow
Robert Henry Bow  (* 27. Januar 1827 in Alnwick; † 17. Februar 1909 in Edinburgh) war ein britischer Bauingenieur.

## Leben
Über sein Leben ist nach Kurrer wenig bekannt. Er studierte wohl in Edinburgh und veröffentlichte 1851 ein Buch über Fachwerkbrücken und schon zuvor veröffentlichte er über Fachwerkkonstruktion aus Stahl für Dächer. 1854 bis 1864 arbeitete er mit oder für den Brückenbauer Thomas Bouch. Später entwarf er vor allem Fachwerkdächer zum Beispiel für Bahnhöfe und er war beratender Ingenieur.
Er ist bekannt für Beiträge zur graphischen Statik, wobei er die Ideen von James Clerk Maxwell Anfang der 1870er Jahre in baupraktische Form brachte.
1869 wurde er zum Fellow der Royal Society of Edinburgh gewählt.

## Schriften
- A treatise on bracing, with its applications to bridges and other structures of wood or iron, Edinburgh: Black 1851
- The economics of construction in relation to framed structures, London: Spon 1873